# Vogelkersheksenbezem
De vogelkersheksenbezem (Taphrina padi) is een plantpathogeen die behoort tot de familie Taphrinaceae. Deze biotrofe parasiet veroorzaakt plantgalformaties  op de gewone vogelkers (Prunus padus). Het is vergelijkbaar met andere nauw verwante soorten zoals Taphrina alni op zwarte els (Alnus glutinosa) en Taphrina pruni op sleedoorn (Prunus spinosa)

## Kenmerken
De gal verschijnt op de zich ontwikkelende vrucht, waardoor deze oneetbaar wordt en resulteert in een langwerpige, gebogen, holle, pitloze gal, die aanvankelijk meestal lichtgroen van kleur is. Na verdere ontwikkeling wordt de gal bruin. Bij vogelkersheksenbezem is een identificatiekenmerk dat de stijl aan de punt van de gal blijft bestaan. 
Het oppervlak van de gal wordt uiteindelijk gegolfd en bedekt met de schimmel, wat te zien is als een witte massa van ascosporen producerende hyfen. De totaal oneetbare vruchten verschrompelen en de meeste vallen af.
Stelen met misvormde vruchten kunnen ook verdikken en groeien met een vervorming. De bladeren zijn kleiner en lijken op een riem en de scheuten kunnen gezwollen, lichtgeel en met rood getint zijn. De schimmel kan ook dichte clusters van levende en dode twijgen veroorzaken, "heksenbezems" genoemd.

## Verspreiding
De vogelkersheksenbezem komt met name voor in Europa  In Nederland komt hij matig algemeen voor.

## Ziekte
Het verwijderen en vernietigen van de gallen kan helpen om de besmetting te verminderen. De kolonie kan omvangrijk worden en uitroeien lastig. De ziekte kan tot op zekere hoogte worden bestreden door geïnfecteerde takken, 'heksenbezems' en vruchten zorgvuldig te verwijderen voordat er besmettelijke luchtsporen ontwikkelen.